# Patricia Kopatchinskaïa
 (novembre 2024).
Si vous disposez d'ouvrages ou d'articles de référence ou si vous connaissez des sites web de qualité traitant du thème abordé ici, merci de compléter l'article en donnant les références utiles à sa vérifiabilité et en les liant à la section « Notes et références ».
 (novembre 2024).
La mise en forme du texte ne suit pas les recommandations de Wikipédia : il faut le « wikifier ».
Les points d'amélioration suivants sont les cas les plus fréquents. Le détail des points à revoir est peut-être précisé sur la page de discussion.
- Les titres sont pré-formatés par le logiciel. Ils ne sont ni en capitales, ni en gras.
- Le texte ne doit pas être écrit en capitales (les noms de famille non plus), ni en gras, ni en italique, ni en « petit »…
- Le gras n'est utilisé que pour surligner le titre de l'article dans l'introduction, une seule fois.
- L'italique est rarement utilisé : mots en langue étrangère, titres d'œuvres, noms de bateaux, etc.
- Les citations ne sont pas en italique mais en corps de texte normal. Elles sont entourées par des guillemets français : « et ».
- Les listes à puces sont à éviter, des paragraphes rédigés étant largement préférés. Les tableaux sont à réserver à la présentation de données structurées (résultats, etc.).
- Les appels de note de bas de page (petits chiffres en exposant, introduits par l'outil «  Source ») sont à placer entre la fin de phrase et le point final[comme ça].
- Les liens internes (vers d'autres articles de Wikipédia) sont à choisir avec parcimonie. Créez des liens vers des articles approfondissant le sujet. Les termes génériques sans rapport avec le sujet sont à éviter, ainsi que les répétitions de liens vers un même terme.
- Les liens externes sont à placer uniquement dans une section « Liens externes », à la fin de l'article. Ces liens sont à choisir avec parcimonie suivant les règles définies. Si un lien sert de source à l'article, son insertion dans le texte est à faire par les notes de bas de page.
- La présentation des références doit suivre les conventions bibliographiques. Il est recommandé d'utiliser les modèles {{Ouvrage}}, {{Chapitre}}, {{Article}}, {{Lien web}} et/ou {{Bibliographie}}. Le mode d'édition visuel peut mettre en forme automatiquement les références.
- Insérer une infobox (cadre d'informations à droite) n'est pas obligatoire pour parachever la mise en page.

Pour une aide détaillée, merci de consulter Aide:Wikification.
Si vous pensez que ces points ont été résolus, vous pouvez retirer ce bandeau et améliorer la mise en forme d'un autre article.
Patricia Kopatchinskaïa, née en 1977 à Chişinău en Moldavie, est une violoniste moldave, suisse et autrichienne de musique classique.

## Biographie
Sa mère Emilia joue du violon et son père du cymbalum. Dès l'âge de 6 ans, elle étudie le violon avec Michaela Schlögl, une élève de David Oïstrakh. En 1989, sa famille émigre à Vienne. Elle étudie à l'Académie de musique et des arts du spectacle de Vienne le violon et la composition. À 21 ans elle part pour Berne où elle achève ses études au conservatoire en 2000. Elle réside à Berne et a la nationalité autrichienne et suisse. Elle est parfois surnommée PatKop.

## Carrière
Elle a joué en soliste avec l'American Symphony Orchestra, le Geneva Camerata, l'Orchestre philharmonique de Bergen,l'Orchestre des Champs-Élysées, la Deutsche Kammerphilharmonie, le Deutsches Symphonie-Orchester Berlin, l'Orchestre Radio-Symphonique Finlandais, l'Orchestre Symphonique de Hambourg, l'Orchestre de chambre de Munich, l'Orchestre Symphonique de la NHK Tokyo, le Philharmonia Orchestra de Londres, l'Orchestre Radio-Symphonique de la SWR Stuttgart, l'Orchestre Symphonique Tchaïkovsky à Moscou, la Philharmonie Nationale de Hongrie, l'Orchestre Philharmonique de Vienne (Wiener Philharmoniker), et des chefs comme Vladimir Ashkenazy, Vladimir Fedosseïev, Roy Goodman, Philippe Herreweghe, Mariss Jansons, Neeme Järvi, Paavo Järvi, Andrew Litton, Andris Nelsons, Sir Roger Norrington, Sakari Oramo, Krzysztof Penderecki, Heinrich Schiff, Stanisław Skrowaczewski, Leonard Slatkin, Teodor Currentzis.
Elle participe à de nombreux festivals, comme le Festival de Lucerne, les Schlossfestspiele de Ludwigsburg, le Festival de Lockenhaus, le Festival Yehudi Menuhin à Gstaad, le Festival de Radio France et Montpellier Languedoc Roussillon, le Festival de Salzbourg, les Wiener Festwochen, le Theater Spektakel de Zurich.
Elle est une fidèle participante de La Folle Journée de Nantes.
En tant que chambriste, elle a entre autres pour partenaires les pianistes Polina Leschenko, Markus Hinterhäuser et Anthony Romaniuk, les violoncellistes Sol Gabetta et Jay Campbell.
Elle porte la particularité de jouer pieds nus en concert après qu'elle a oublié de prendre ses chaussures lors d'un concert et affirmé ressentir agréablement la musique de l'orchestre sous ses pieds,,.

## Répertoire
Son répertoire comprend toutes les grandes œuvres classiques. Lors de ses études de composition, elle a beaucoup travaillé Arnold Schönberg, Anton Webern et Alban Berg. Au nombre de ses compositeurs de prédilection figurent aussi György Kurtág, György Ligeti, l'élève de Chostakovitch Galina Oustvolskaïa et Boris Yoffe. Elle a créé nombre d'œuvres contemporaines :
- 2004-2005 : création des concertos de Johanna Doderer et Otto Matthäus Zykan, écrits pour elle
- 2005-2006 : créations des concertos de Gerald Resch et Gerd Kühr, écrits pour elle
- 2007-2008 : création des concertos de Jürg Wyttenbach et Fazil Say, écrits pour elle
- 2009 : création du concerto écrit pour elle par Faradj Karaïev
- 2011 : création des concertos écrits pour elle par Maurizio Sotelo et Helmut Oehring ("Quatre Saisons"), et de "Oh whispering suns" pour double chœur, violon solo et cymbalum, de Vanessa Lann.
- 2012 : création de la Romance pour violon et orchestre à cordes que Tigran Mansourian a écrite pour elle, avec le Sinfonietta d'Amsterdam.
- 2014 : création de son concerto de violin „Hortus animae“ avec Camerata Bern[10].
- 2015 : création de «Dialogue», concert pour violon, violoncelle et orchestre de Mark-Anthony Turnage avec Sol Gabetta et le Gstaad Festival Orchestra.
- 2015 : création du concerto de violon dédié à elle par Michael Hersch avec le St-Paul Chamber Orchestra (USA).
- 2016 : création de Mauricio Sotelo's „Red Inner Light Sculpture“ pour violon solo, cordes, percussion et danseur de Flamenco (commission de P.K.)[11]

Richard Carrick, Violeta Dinescu, Michalis Economou, Heinz Holliger, Ludwig Nussbichler, Ivan Sokolov, Boris Yoffe lui ont aussi dédié des œuvres. Elle est elle-même compositrice.
Ambassadrice pour Terre des Hommes, Patricia Kopatchinskaïa soutient des projets pour des enfants en Moldavie.
Elle joue actuellement un violon de Giovanni Francesco Pressenda (Turin, 1834), "un instrument riche en couleurs et sonore, dont la qualité proche de l'alto confère à la tonalité de son jeu un intérêt extraordinaire" (magazine musical américain The Strad)
Elle avait auparavant brièvement joué l'ex-Carrodus, un violon de 1741 de Guarneri del Gesù, estimé 4,5 millions d'euros, prêt de la Banque nationale d'Autriche. En avril 2010, elle s'est vu saisir son instrument par la douane suisse, au motif qu'elle ne disposait pas des papiers nécessaires pour lui faire passer la frontière. L'instrument fut finalement restitué à la banque .

## Prix
- 1997, deuxième prix dans le groupe d'âge des 18 à 23 ans dans la catégorie "Instrument à cordes frottées" au Concours International «Classica Nova» In Memoriam Dmitri Chostakovitch (Hanovre, Allemagne)[13]
- 2000, premier prix au Concours international Henryk Szeryng au Mexique
- 2002, International Credit Suisse Group Young Artist Award
- 2004, New Talent - SPP Award de l'European Broadcasting Union (EBU « Eurovision ») pour sa performance dans le concerto pour violon en ré mineur, op. 47, de Jean Sibelius (EBU-UER)
- 2006, Förderpreis Deutschlandfunk
- 2007 et 2010 meilleure production de musique de chambre 2007 resp. 2010 par les lecteurs du journal australien Limelight (ABC)

- 2010 : BBC-Music-Magazine award (catégorie orchestrale) pour la CD avec Philippe Herreweghe et l'Orchestre des Champs Élysées : Œuvres pour violon et orchestre de Beethoven
- 2011 : prix "Archet d'or" du festival musical de Meiringen, Suisse
- 2012 : prix Praetorius de Basse-Saxe, Allemagne dans la catégorie "innovation musicale"
- 2013 : prix ECHO dans la catégorie enregistrement de concert de l'année (XXe – XXIe siècle/violon) pour la double-CD avec les concertos de violin de Bartók, Ligeti et Eötvös, enregistrés avec le hr-Sinfonieorchester Frankfort respectivement  Ensemble Modern sous Peter Eötvös (Naive)
- 2013 : Gramophone Award "Recording of the year" et nomination Grammy, pour la double-CD avec les concertos de violin de Bartók, Ligeti et Eötvös, enregistrés avec le hr-Sinfonieorchester Frankfort respectivement  Ensemble Modern sous Peter Eötvös (Naive)
- 2014 : International Classical Music Award (Catégorie Concerto) pour la double-CD avec concertos de violon de Bartók, Ligeti and Eötvös
- 2014 : prix Caecilia (Belgique) pour la CD avec les concertos de violon de Stravinsky et Prokofiev enregistrés avec London Philharmonic Orchestra et Vladimir Jurowski (Naive)
- 2014 : Royal Philharmonic Society Music Award 2013 (Catégorie instrumentiste)
- 2016 : prix de musique du canton de Berne, Suisse pour "réussites musicales remarquables"
- 2017 : grand prix de musique Suisse 2017[14]
- 2018 : Grammy dans la catégorie ‘Meilleure performance de musique de chambre/petit ensemble’ pour l'album "Death & The Maiden" avec l'Orchestre de chambre de Saint Paul chez Alpha Classics[15]

Citation : « …la violoniste ose tout, quitte à reléguer Gitlis, Kremer ou Kennedy au rang des pères tranquilles… » Diapason (Paris)

## Discographie
| date | œuvres | musiciens | label                                       | type      |
| ---- | --- | --- | ------------------------------------------- | --------- |
| 1998 | ein klang 1996–1998 Johanna Doderer - Awakening 2 pour trois violons | - Kinga Voss (violon) - Jacqueline Kopacinski (violon) | Einklang Records 001/002                    | Double-CD |
| 2001 | Une introduction à Dimitri Smirnov - Elegy (in Memory of Edison Denisov) pour violoncelle - String of Destiny (Sonate pour piano no 4) pour piano - Es ist... (Sonate pour violon no 3) - Trio pour violon, violoncelle et piano - Sonata (pour violoncelle et piano) - Postlude (en mémoire d'Alfred Schnittke) pour violon                                                                     | - Alexander Iwashkin (violoncelle) - Ivan Sokolov (piano) | Megadisc 7818                               | CD        |
| 2001 | Nikolaï Korndorf - En honneur de Alfred Schnittke (trio pour violon, viola et violoncelle) - Passacaglia pour violoncelle solo - Are you ready, Brother? (trio pour piano, violon et violoncelle) | - Daniel Raiskin (alto) - Alexander Iwashkin (violoncelle) - Ivan Sokolov (piano) | Megadisc 7817                               | CD        |
| 2004 | Boris Yoffe, 32 poèmes du livre des quatuors | - Daniel Kobyliansky (violon) - Boris Yoffe (alto) - Dichtiar Druski (violoncelle) | Antes Edition, Bella Musica 319192          | CD        |
| 2006 | CD anniversaire 50 ans Radio DRS 2 sur le disque no 10. (« Jeunes Talents ») de Kopatchinskaja Georges Enesco - Troisième Sonate (Dans le caractère populaire roumain) - 1. Moderato malinconico - 2. Andante sostenuto e misterioso - 3. Allegro con brio, ma non troppo mosso | avec Mihaela Ursuleasa (piano) | Swiss Radio DRS2, CDL1710                   | 10 CD     |
| 2006 | Johanna Doderer - Pour violon et orchestre (dédié à Kopatchinskaja) - Bolero pour deux pianos et orchestre - Rondane pour orchestre | - Wiener Konzertverein - Ulf Schirmer (direction) | Edition Zeitton des ORF 2009336             | CD        |
| 2007 | Boris Yoffe, Musical Semantics Boris Yoffe - Sept poèmes de livre des quatuors - Essay - Leicht, aber mit Hingabe | - Daniel Kobylianski (violon) - Jacqueline Kopacinski (violon) - Roman Spitzer (viola) - Druski Dichtiar (violoncelle) - Angela Yoffe (piano) | Megadisc MDC 7798                           | CD        |
| 2008 | Fazıl Say 1001 Nights in the Harem by Kopatchinskaja Fazıl Say - Violin concerto '1001 nights in the harem' | - Orchestre symphonique de Lucerne - John Axelrod (direction) | Naïve V 5147                                | CD        |
| 2008 | Gerd Kühr - Movimenti pour violon et orchestre (2006) Gerald Resch - Schlieren, concerto pour violon et orchestre (2005) Otto Zykan - Da unten im Tale concerto pour violon et orchestre (2004) | - Radio-Symphonie Orchester Wien (RSO) - Stefan Asbury (direction) - Johannes Kalitzke (direction) - Bertrand de Billy (direction) | Col Legno WWE 1CD 20279                     | CD        |
| 2009 | Beethoven : Œuvres complètes pour violon et orchestre Ludwig van Beethoven - Concerto pour violon et orchestre en ré majeur op. 61 - Romance pour violon et orchestreno 1 en sol majeur op. 40 - Romance pour violon et orchestre no 2 en fa majeur op. 50 - Concerto pour violon et orchestre ut majeur WoO 5, fragment du premier mouvement                                                    | - Orchestre des Champs-Élysées - Philippe Herreweghe (direction) | Naïve V 5174                                | CD        |
| 2009 | Ludwig van Beethoven - Sonate pour violon no 9 « à Kreutzer » Maurice Ravel - Sonate pour violon en en sol majeur Béla Bartók - 6 danses populaires Roumaines Fazıl Say - Sonate pour violon op. 7 | - Patricia Kopatchinskaja (violon) - Fazıl Say (piano) | Naïve, V 5146                               | CD        |
| 2010 | Patricia Kopatchinskaja : Rapsodia – Musique de ma patrie - Œuvres d'Enescu, Kurtag, Ligeti, Sánchez-Chiong, Ravel, Folklore Moldave | - Patricia Kopatchinskaja (violon) - Emilia Kopatchinskaja (violon & alto) - Viktor Kopatchinsky (cymbalum) - Martin Gjakonovski (contrebasse) - Mihaela Ursuleasa (piano) | Naïve, V 5193                               | CD        |
| 2012 | Trois concertos de violon Hongrois - Bartók, Concerto pour violon no 2 - Eötvös, Concerto pour violon no 1 (« Seven ») - Ligeti, Concerto pour violon | - Symphonieorchester des Hessischen Rundfunks, Frankfurt (Bartók, Eötvös) - Ensemble Modern Frankfurt (Ligeti) - Peter Eötvös (direction) | Naïve, V 5285                               | Double-CD |
| 2013 | Deux concertos de violon Russes - Stravinsky, Concerto en ré - Prokofiev, Concerto pour violon no 2 | - Orchestre philharmonique de Londres - Vladimir Jurowski (direction) | Naïve V 5352                                | CD        |
| 2014 | Quasi Parlando - Tigran Mansurian, Concertos pour violon/violoncelle et cordes | - Amsterdam Sinfonietta - Candida Thompson (Leader) - Anja Lechner (violoncelle) | ECM New Series 2323                         | CD        |
| 2014 | Galina Oustvolskaïa - Sonate pour violon, Duet, Trio pour clarinette | - Patricia Kopatchinskaja (violon) - Markus Hinterhäuser (piano) - Reto Bieri (clarinette) | ECM New Series 2329                         | CD        |
| 2015 | Guia Kantcheli - Chiaroscuro, Twilight | - Gidon Kremer (violon) - Patricia Kopatchinskaja (violon) - Kremerata Baltica | ECM New Series 2442                         | CD        |
| 2015 | TAKE-TWO Duets de 1000 ans de histoire musicale Œuvres de Gesualdo, De Machaut, Gibbons, Giamberti, Biber, Bach, De Falla, Milhaud, Vivier, Martinu, Cage, Holliger, Sotelo, Dick, Sanchez-Chiong et du Winchester Troper | - Patricia Kopatchinskaja (violon, violon baroque, voix) - Reto Bieri (clarinette, violon, ocarina) - Laurence Dreyfus (dessus de viole) - Pablo Marquez (guitare) - Anthony Romaniuk (clavecin, toy piano) - Jorge Sanchez-Chiong (platine et électroniques) - Matthias Würsch (darbuka) - Ernesto Estrella (voix) | Alpha Classics                              | CD        |
| 2016 | Piotr Ilitch Tchaïkovski - Concerto pour violon - Les Noces | - Patricia Kopatchinskaja (violon) - Musica Aeterna, Perm - Teodor Currentzis (direction) | Sony classical                              | CD        |
| 2016 | Robert Schumann Intégrale de l'œuvre symphonique, vol.4 - Concerto pour violon - Concerto pour piano | - Patricia Kopatchinskaja (violon) - Denes Varjon (piano) - Orchestre symphonique WDR, Cologne - Heinz Holliger (direction) | Audite                                      | CD        |
| 2016 | Faradj Karaev - concerto pour violon - Vingt ans après « Nostalgie... » (Symphonie) | - Patricia Kopatchinskaja (Violon) - Orchestre symphonique de l'Azerbaijan, Baku - Rauf Abullayev (direction) | Paladino Music                              | CD        |
| 2016 | Robert Schumann Intégrale de l'œuvre symphonique, vol. 5 - Pièces de concert pour piano et orchestre op. 92 et 134 - Fantaisie pour violon et orchestre op. 131 - Pièce de concert pour quatre cors et orchestre orchestre op. 86 | - Patricia Kopatchinskaja (violon) - Alexander Lonquich (piano) - Orchestre symphonique WDR, Cologne - Heinz Holliger (direction) | Audite                                      | CD        |
| 2016 | Franz Schubert La mort et la jeune fille et d'autres œuvres de Gesualdo, Dowland, Nörmiger, Kurtag, etc. | - Patricia Kopatchinskaja (violon et direction) - Orchestre de chambre de Saint Paul, Saint Paul, Minnesota | Alpha Classics                              | CD        |
| 2018 | Francis Poulenc - Sonate pour violon Léo Delibes - Valse de Coppélia pour piano Béla Bartók - Sonate pour violon no 2 Maurice Ravel - Tzigane | - Patricia Kopatchinskaja (violon) - Polina Leschenko (piano) | Alpha Classics                              | CD        |
| 2018 | Michael Hersch End Stages, Violin Concerto - Violin Concerto (2015) - End Stages for Orchestra | - Orpheus Chamber Orchestra (End Stages) - ICE – International contemporary Ensemble, New York (violin concerto) - Tito Munoz, Dirigent (violin concerto) - Patricia Kopatchinskaja (violin) | New Focus Recordings fcr 208                | CD        |
| 2019 | Time and Eternity - John Zorn: Kol Nidre - Karl Amadeus Hartmann: Concerto funebre - Frank Martin: Polyptyque - Lubos Fiser: Crux - Johann Sebastian Bach: Choral transcriptions for strings | - Camerata Bern - Patricia Kopatchinskaja (concept, direction, solo violin) | Alpha Classics alpha545                     | CD        |
| 2020 | "WHATS NEXT VIVALDI?" - Antonio Vivaldi: Concertos RV 157, 191, 208, 253, 550 - Aurelio Cattaneo: Estroso - Luca Francesconi: Spiccato Il Volo - Simone Movio: Incanto XIX - Marco Stroppa: Dilanio Avvinto - Giovanni Sollima: Moghul - Bela Bartok: The Bagpipe | - Il Giardino Armonico - Giovanni Antonini (cond., recorder) - Patricia Kopatchinskaja (solo violin) | Alpha Classics alpha624                     | CD        |
| 2020 | "PLAISIRS ILLUMINÉS" - Sandor Veress: Musica concertante for 12 strings - György Kurtag: Trio Jelek VI aus Games, Signs and Messages - Alberto Ginastera: Concerto for strings op. 33 - Bela Bartok: Duo "Pizzicato" - György Ligeti: Duo "Balada si joc" - Francisco Coll Garcia: "Plaisirs illuminés", double concerto for violin, violoncello and orchestra - Improvisation: Camerata's Birds | - Camerata Bern - Patricia Kopatchinskaja (direction, solo violin) - Sol Gabetta, violoncello - Francisco Coll Garcia, cond. (double concerto) | Alpha Classics alpha580                     | CD        |
| 2021 | "PIERROT LUNAIRE" - Arnold Schoenberg: Pierrot lunaire, op.21 - Johann Strauss: Kaiserwalzer op. 437 (arr. Schönberg) - Arnold Schoenberg: Fantaisie pour violon et piano op.47 - Anton Webern: Quatre pièces pour violin et piano op.7 - Fritz Kreisler: Marche miniature Viennoise - Arnold Schoenberg: Six petits pièces pour piano op.19                                                     | - Patricia Kopatchinskaja (voix, violon) - Joonas Ahonen, piano - Reto Bieri, clarinettes - Julia Gallego, flute - Meesun Hong Coleman, violon, viola - Thomas Kaufmann, violoncelle | Alpha Classics alpha722                     | CD        |
| 2021 | "PORTRAIT FRANCISCO COLL" - Francisco Coll: Concerto for violin and orchestra (2019) - Francisco Coll: Hidd'n Blue, Op. 6 for orchestra (2009-2011) - Francisco Coll: Mural for large orchestra (2013-2015) - Francisco Coll: Four Iberian Miniatures for violin and chamber orchestra (2014) - Francisco Coll: Aqua Cinerea for large orchestra (2005)                                          | - Orchestre Philharmonique de Luxembourg - Gustavo Gimeno (dir) - Patricia Kopatchinskaja (violin) | Pentatone PTC 5186951 Publication: May 2021 | CD        |